# 秩父宮雍仁親王

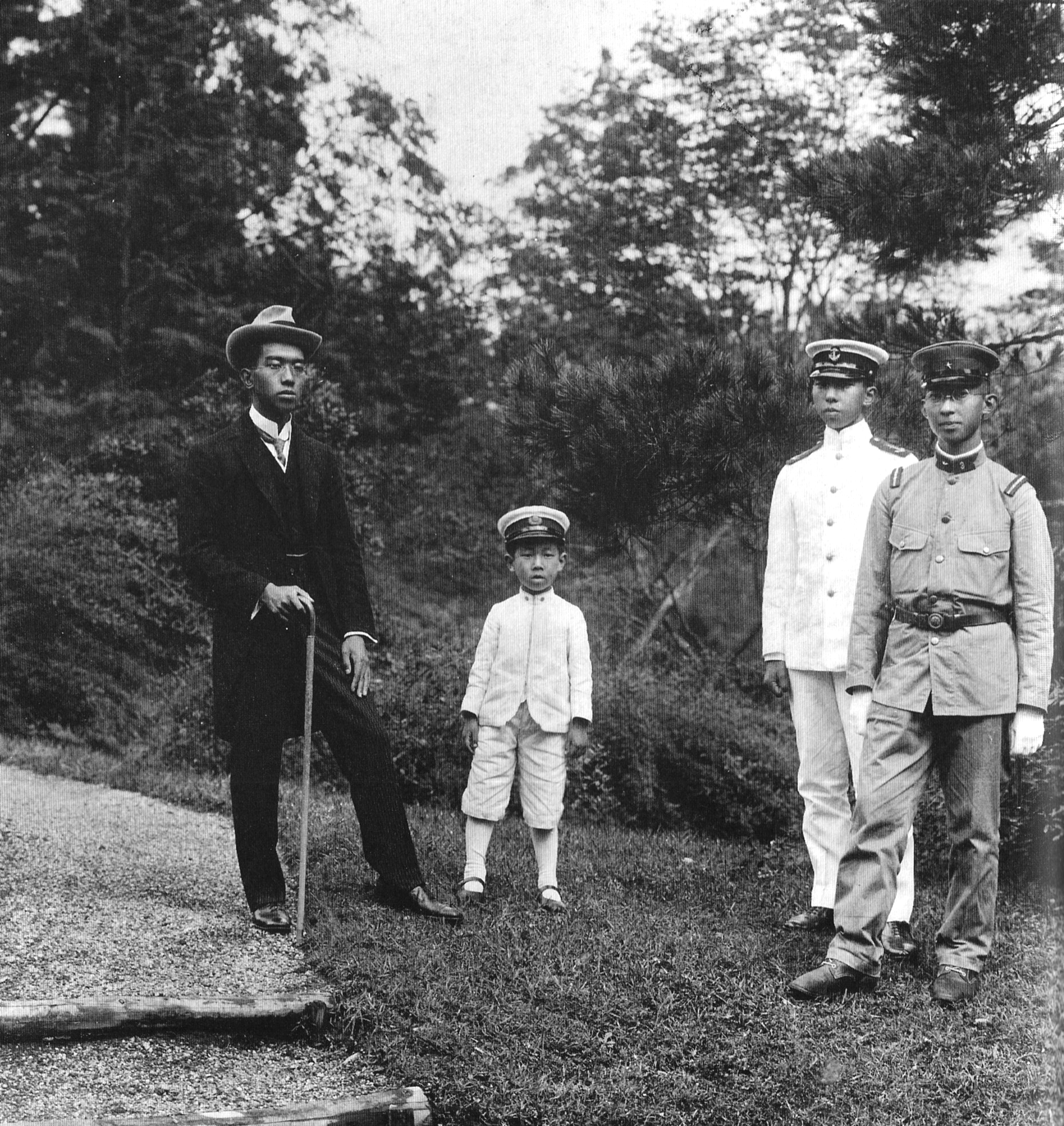
1921年（大正10年）、大正天皇の4皇子。
左から皇太子裕仁親王（後の昭和天皇）、澄宮崇仁親王（後の三笠宮）、光宮宣仁親王（後の高松宮）、淳宮雍仁親王

秩父宮雍仁親王（ちちぶのみや やすひとしんのう、1902年〈明治35年〉6月25日 - 1953年〈昭和28年〉1月4日）は、日本の皇族。大正天皇と貞明皇后の第二皇子。明治天皇の皇孫にあたる。昭和天皇は兄、長弟に高松宮宣仁親王、次弟に三笠宮崇仁親王がいる。第125代天皇明仁は甥、第126代天皇徳仁と秋篠宮文仁親王は大甥にあたる。
妃は勢津子（旧会津藩主・松平容保の四男で外交官を務めた松平恆雄の長女）。御称号は淳宮（あつのみや）。身位は親王。お印は若松（わかまつ）。日本陸軍の軍人でもあり、階級は少将。勲等功級は大勲位功三級。勢津子妃との間に子女はない。

## 来歴

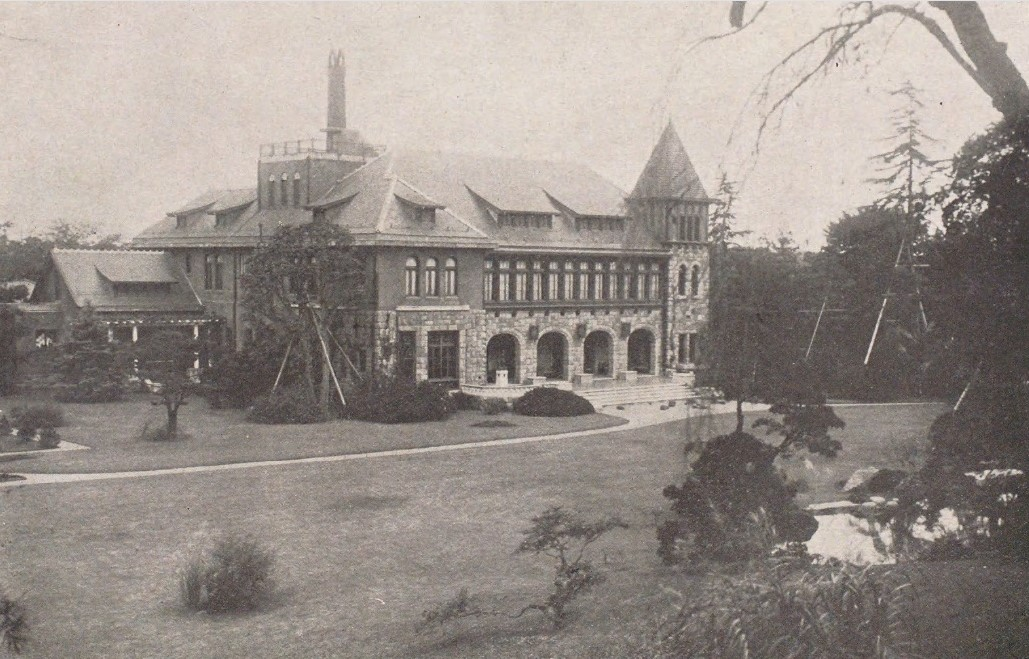
赤坂表町の秩父宮御殿

### 生い立ち
東京・赤坂の青山御所（東宮御所）で誕生し、兄の迪宮裕仁親王（後の昭和天皇）とともに、生後4カ月で皇孫御養育掛・枢密顧問官の川村純義（海軍中将伯爵）邸に預けられた。1904年（明治37年）11月9日、川村の死去を受け兄宮とともに沼津御用邸に住まいを移した。
幼少の頃は兄宮、弟の光宮宣仁親王（後の高松宮）と共に育ち、年齢の近い3兄弟とも仲は良かったと言う。兄弟の中では最も活溌であり、そのことは1つ違いの兄宮とよく比較された。玩具の取り合いで兄宮と喧嘩し、先に手を出すことも多々あった。しかし兄がいない時は小心であり、自ら「内弁慶であった」と、戦後に回想している。
祖父である明治天皇には「よく玩具を与えられた」と回想しているが、実際には明治天皇と触れ合う機会は、天皇自身が公務を優先したため生涯ほとんど無く、崩御寸前まで玉音を聞くこともなかった。反面、義理の祖母にあたる昭憲皇太后にはよく会い、兄弟や学友と共に芝居を披露したこともあった。

### 陸軍軍人として
1909年（明治42年）4月に学習院初等科入学、学習院中等科2年修了後、皇族身位令に基づき陸軍中央幼年学校予科第2学年に、学友9人とともに編入した（19期）。この際、幼年学校側は親王に配慮し、二人称と一人称は学習院同様に「君－僕」を生徒に使わせようとしたが、雍仁親王本人が「貴様－俺」を率先して用いた。在学中は、従来の武道以外に、野球やテニス、卓球等の他のスポーツが盛んになり、極東選手権競技大会も観戦する等、雍仁親王が幼年学校の校風に影響を与えた。少年らしい悪戯や失敗の逸話も残されており、同期の団結の中心となった。
1920年（大正9年）10月、陸軍士官学校に入校した。同期には服部卓四郎、西田税などがいる。卒業後、1922年（大正11年）10月に陸軍少尉に任官した。
1928年（昭和3年）12月に陸軍大学校に入校、1931年（昭和6年）11月に卒業した（43期）。陸大の卒業時には、成績優秀であったため慣例に反して恩賜の軍刀を与えてはとの議論が教官の間であった。そして最終的には兄陛下より賜わることとなる。
1922年（大正11年）6月25日に20歳で成年式を行い、宮家「秩父宮」を創立した。宮号の由来は、秩父嶺が帝都東京と同じ武蔵国の名山であり、雍仁親王邸の西北に位置したことにちなみ選定された。同日、貴族院皇族議員に就任。1928年（昭和3年）9月28日、松平節子と結婚。成婚にあたり皇太后（九条節子）に遠慮して勢津子と改名した。当時は「世紀の大恋愛」と報道されたが、実際には自由恋愛ではなかった。
妃勢津子との間に結果として子女はなかったが、1935年（昭和10年）に一度だけ勢津子が懐妊兆候を示した。親王は非常に喜んだが翌1936年（昭和11年）、流産した。
1930年（昭和5年）12月5日、帝都復興記念章を授与された。
1931年（昭和6年）11月23日より第一師団歩兵第3連隊（歩三）の中隊長を務めた。歩三時代には安藤輝三などとも交流を持ち、彼らの革新思想の影響を受けた。本庄繁の日記によると、この頃に秩父宮は昭和天皇に対して親政の必要を説き、憲法停止も考えるべきと意見したため激論となった。昭和天皇は鈴木貫太郎侍従長に対して「秩父宮の考えは断じて不可」と述べ、さらにこれを受けて1932年（昭和7年）6月21日に宮内大臣官邸において、一木喜徳郎、木戸幸一、近衛文麿、原田熊雄が「秩父宮の最近の時局に対する御考がややもすれば軍国的になれる点等につき意見を交換」している。秦郁彦は谷田勇から聞いた話として、秩父宮が村中孝次に同行し北一輝の自宅を訪問していたとしている。昭和天皇からの内意により、青年将校から引き離すため同年9月に陸軍参謀本部第一部第二課（作戦課）に転補された。
1935年（昭和10年）8月、青森県弘前市の歩兵第31連隊第3大隊長に任ぜられた。勢津子妃も同行し、弘前市紺屋町の菊池長之別邸に居住した。
1936年（昭和11年）2月26日早朝に皇道派青年将校らによって二・二六事件が発生した。26日朝に高松宮宣仁親王から連絡を受けた秩父宮は倉茂周蔵連隊長の許可を受けた上で、翌日の27日に奥羽本線、羽越本線、信越本線、上越線経由で上京した。平泉澄が群馬県の水上駅まで迎えに行き、車中で一時間半ほど会談している。平泉はのちに「みちのくのつもる白雪かき分けていま日の皇子は登りますなり」と和歌を詠んだ。秩父宮は夕方に上野駅に到着して憲兵の護衛を受け参内し、昭和天皇に拝謁したが、翌日谷田には「叱られたよ」と語っている。同日に歩三の森田利八大尉を介して青年将校らに自決せよと伝えた。『木戸幸一日記』によると、昭和天皇は「秩父宮は五・一五事件の時よりは余程宜しくなった」と広幡忠隆侍従次長に述べている。
同年12月に参謀本部第1部付となる。1937年（昭和12年）に兄・昭和天皇の名代としてイギリスのジョージ6世国王の戴冠式に出席。その後は静養地としてスイス、スウェーデンとオランダを訪問した。当初の予定にはなかったが、ヘルベルト・フォン・ディルクセン駐日ドイツ大使の要請によりドイツを訪れ、日独親善の証としてニュルンベルクで行なわれていたナチス党ニュルンベルク党大会に来賓として出席し、ヒトラー総統とニュルンベルク城で会談した。ヒトラーはソビエト連邦の指導者ヨシフ・スターリンを激しく罵り、「私は彼を信じない、また憎みます」と口にした。これに対して秩父宮は英語で「お互いに一国の責任者として、民族を指導し、世界の平和に貢献しなければならない重大な責務のある貴方のような方が、他国の代表者を、そのように毛嫌いしたりまた憎んでもよいものでしょうか?」と返した。この面会について秩父宮は、付き武官の本間雅晴に対して「ヒトラーは役者だ。彼を信用することは難しい」と述べている。なお、秩父宮訪独にあたり、外務省より駐独大使に対し、ヒトラーとの会見場所についてナチス党大会が開催されるニュルンベルクとなることを避けるよう繰り返し訓令がなされた（結局、場所の変更は叶わなかったものの、党大会終了直後に秩父宮がニュルンベルクを訪れることで決着した）。
『昭和天皇独白録』によると、日独伊三国同盟の締結が議論されていた1939年（昭和14年）、同盟に消極的な兄・昭和天皇に対して週に3度参内して締結を勧めたが、「この問題については直接宮には答えぬ」と天皇に突っぱねられている。
1938年（昭和13年）1月に大本営戦争指導班参謀に、同年3月に陸軍中佐に、1939年（昭和14年）8月に陸軍大佐に昇進した。
秩父宮が華北に出征していた閑院宮春仁王に送った、1937年12月30日付と1938年2月22日付の書簡が神奈川県の小田原市立図書館所蔵資料から発見されている。「中支方面の軍紀風紀に関しては、之か日本の軍隊かと唯嘆せられることのみ聞かれまして遺憾と申す外ありません」「日支親善、東洋平和確立の礎と云ふ見地から見まして疑問に思はれることも少なくない様に考へられます」「南京が陥落したとて支那人の小学生に旗行列をやらせるのが日支親善百年の大計でありませうか」と、日本軍の中国住民への振る舞いなどを憂う気持ちを吐露していた。1972年刊行の伝記『秩父宮雍仁親王』によれば、中国での戦線拡大自体に批判的で、早期収拾派であった。評伝『秩父宮』（中公文庫）著者でもある近現代史研究家の保坂正康は、この書簡の内容について、南京事件について昭和天皇周辺に伝わっていたことを示すと評している。

### 闘病生活

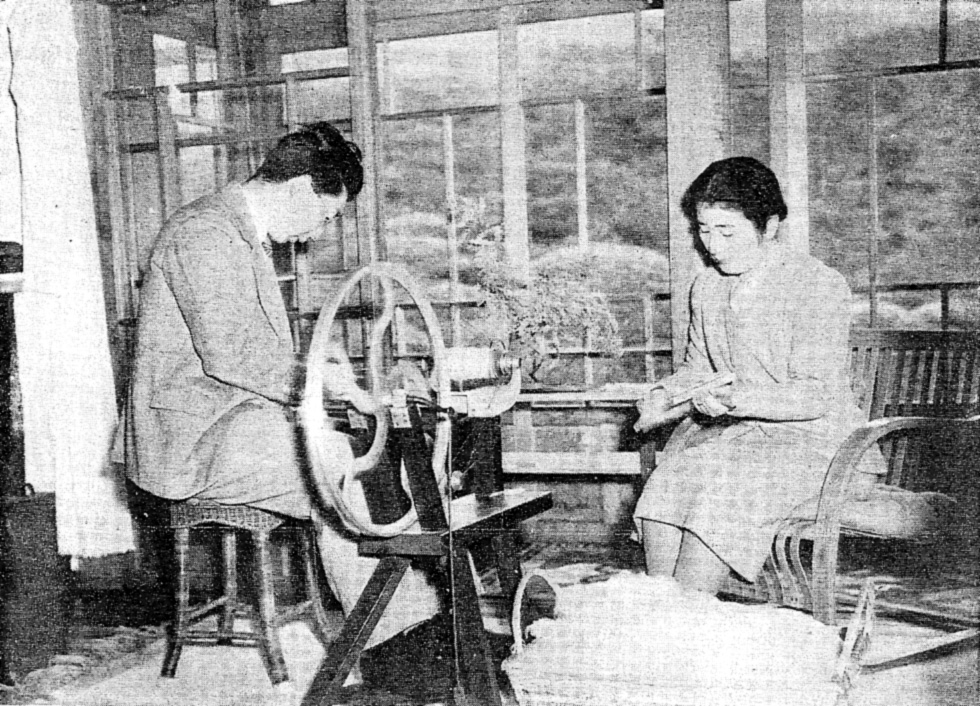
勢津子妃と軽作業をする（1951年撮影）

1940年（昭和15年）に肺結核と診断され、翌年より静岡県・御殿場で療養生活を送る。1941年（昭和16年）3月に参謀本部附、1945年（昭和20年）3月に陸軍少将に昇進したが、戦時中は御殿場別邸にて療養を余儀なくされた。戦後は療養生活を送りながら皇族として執筆を含む活動を行った。 1946年（昭和21年）5月23日、貴族院議員を辞職。1947年（昭和22年）11月28日、公職追放仮指定を受けた。
1952年（昭和27年）1月に、静岡県御殿場市から神奈川県藤沢市鵠沼別邸に移った。同年暮に病状が悪化し、1953年（昭和28年）1月4日に50歳で薨去した。

## 薨去後

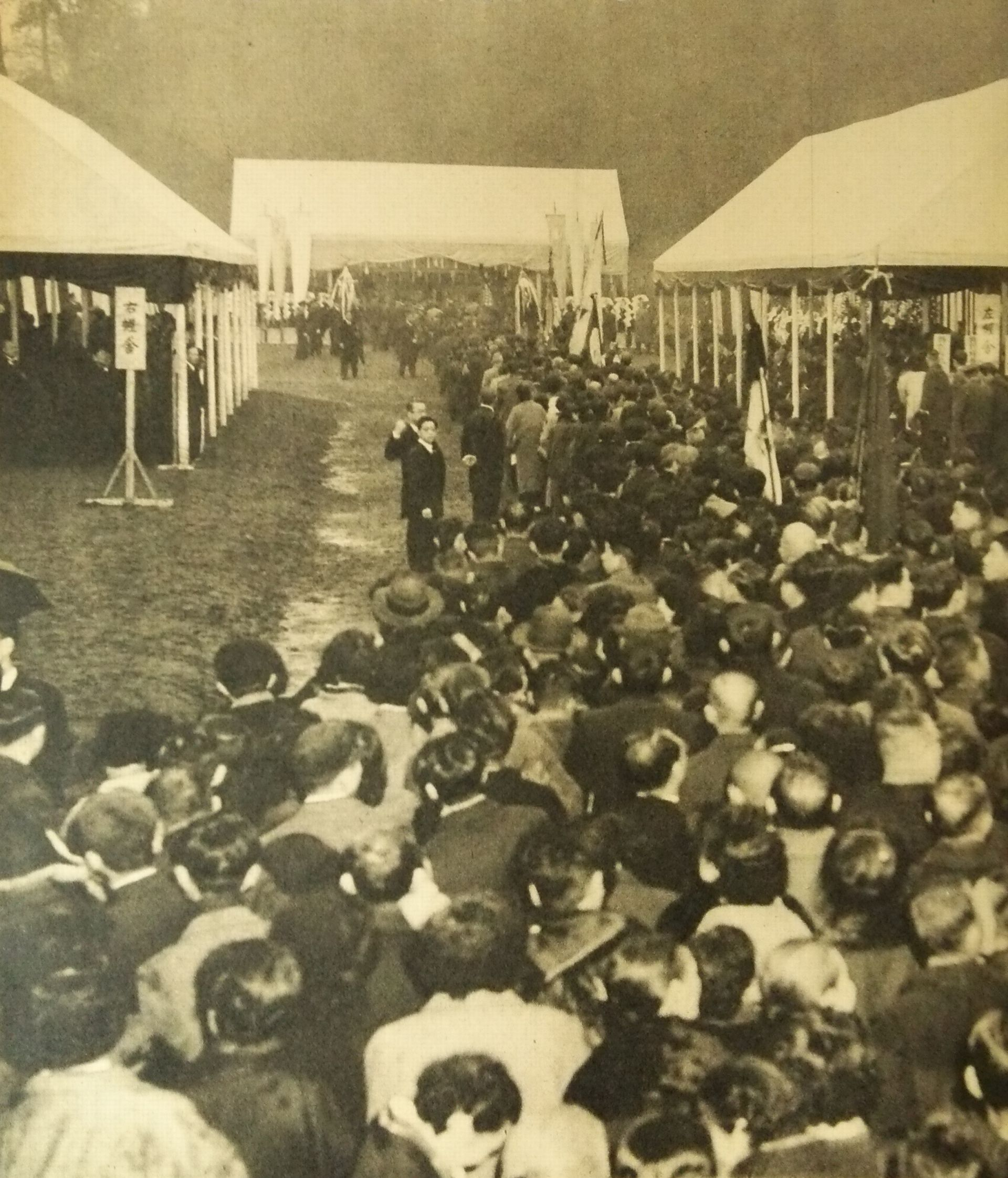
葬儀の様子

薨去に先立ち遺書をしたためており、その中で「遺体を解剖に附すこと」「火葬にすること」「葬式は如何なる宗教にもよらない形式とすること」を指示していた。勢津子妃が天皇に許可を求めたところ、昭和天皇は「秩父宮の遺志を尊重するように」とこれを即座に許し、皇族としては異例の病理解剖が行われた。
1953年1月12日、葬儀は皇族として最低限の神道形式で行われ、皇族、各国大使、スポーツ関係者ら800人が参列した。その後、無宗教での一般告別式が行われ、2万5000名あまりの市民が秩父宮の遺体に拝礼した。その後、午後1時から火葬された（皇族の埋葬は、当時は土葬が基本）。遺骨は、同日午後4時20分に、豊島岡墓地の比翼塚形式の簡素な墓に愛用の品々とともに埋葬された。
この葬儀に、昭和天皇は出御しなかった。これは天皇が親王など「目下」の者の葬儀に出御した前例がなく、皇室喪儀令（廃止されたが、基準となっている）にも規定がないため、天皇が出御することで仰々しくなり秩父宮の遺志に沿わないとの懸念から、出御を断念したものである。ただし、天皇・皇后は何度も遺骸と対面し、翌13日には墓へ参拝している。また秩父宮存命時の見舞いも、天皇が見舞うのは危篤の場合のみという前例から、結局果たせなかった。
1995年（平成7年）8月25日に、秩父宮妃勢津子の薨去により秩父宮家は絶家となった。

## 栄典
- 1940年（昭和15年）8月15日 - 紀元二千六百年祝典記念章[24]

## 系譜
| 雍仁親王 | 父: 大正天皇 | 祖父: 明治天皇 | 曾祖父: 孝明天皇   |
| 雍仁親王 | 父: 大正天皇 | 祖父: 明治天皇 | 曾祖母: 中山慶子   |
| 雍仁親王 | 父: 大正天皇 | 祖母: 柳原愛子 | 曾祖父: 柳原光愛   |
| 雍仁親王 | 父: 大正天皇 | 祖母: 柳原愛子 | 曾祖母: 長谷川歌野 |
| 雍仁親王 | 母: 貞明皇后 | 祖父: 九条道孝 | 曾祖父: 九条尚忠   |
| 雍仁親王 | 母: 貞明皇后 | 祖父: 九条道孝 | 曾祖母: 菅山       |
| 雍仁親王 | 母: 貞明皇后 | 祖母: 野間幾子 | 曾祖父: 野間頼興   |
| 雍仁親王 | 母: 貞明皇后 | 祖母: 野間幾子 | 曾祖母: 不詳       |

- 兄 - 昭和天皇
- 弟 - 高松宮宣仁親王
- 弟 - 三笠宮崇仁親王

### 系図
|              |              |              |              |              |              |  |  |                |                |                |                |                |                |  |  |                |                |                |                |                |                |  |  |                |                |                |                |                |                |  |  |                |                |                |                |                |                |  |  |  |  |  |  |  |  |  |  |  |  |  |  |  |  |  |  |  |  |  |  |  |  |
| 122 明治天皇 |              |              |              |              |              |  |  |                |                |                |                |                |                |  |  |                |                |                |                |                |                |  |  |                |                |                |                |                |                |  |  |                |                |                |                |                |                |  |  |  |  |  |  |  |  |  |  |  |  |  |  |  |  |  |  |  |  |  |  |  |  |
|              |              |              |              |              |              |  |  |                |                |                |                |                |                |  |  |                |                |                |                |                |                |  |  |                |                |                |                |                |                |  |  |                |                |                |                |                |                |  |  |  |  |  |  |  |  |  |  |  |  |  |  |  |  |  |  |  |  |  |  |  |  |
| 123 大正天皇 |              |              |              |              |              |  |  |                |                |                |                |                |                |  |  |                |                |                |                |                |                |  |  |                |                |                |                |                |                |  |  |                |                |                |                |                |                |  |  |  |  |  |  |  |  |  |  |  |  |  |  |  |  |  |  |  |  |  |  |  |  |
|              |              |              |              |              |              |  |  |                |                |                |                |                |                |  |  |                |                |                |                |                |                |  |  |                |                |                |                |                |                |  |  |                |                |                |                |                |                |  |  |  |  |  |  |  |  |  |  |  |  |  |  |  |  |  |  |  |  |  |  |  |  |
|              |              |              |              |              |              |  |  |                |                |                |                |                |                |  |  |                |                |                |                |                |                |  |  |                |                |                |                |                |                |  |  |                |                |                |                |                |                |  |  |  |  |  |  |  |  |  |  |  |  |  |  |  |  |  |  |  |  |  |  |  |  |
| 124 昭和天皇 | 124 昭和天皇 | 124 昭和天皇 | 124 昭和天皇 | 124 昭和天皇 | 124 昭和天皇 |  |  | 秩父宮雍仁親王 | 秩父宮雍仁親王 | 秩父宮雍仁親王 | 秩父宮雍仁親王 | 秩父宮雍仁親王 | 秩父宮雍仁親王 |  |  | 高松宮宣仁親王 | 高松宮宣仁親王 | 高松宮宣仁親王 | 高松宮宣仁親王 | 高松宮宣仁親王 | 高松宮宣仁親王 |  |  | 三笠宮崇仁親王 | 三笠宮崇仁親王 | 三笠宮崇仁親王 | 三笠宮崇仁親王 | 三笠宮崇仁親王 | 三笠宮崇仁親王 |  |  |                |                |                |                |                |                |  |  |  |  |  |  |  |  |  |  |  |  |  |  |  |  |  |  |  |  |  |  |  |  |
| 124 昭和天皇 | 124 昭和天皇 | 124 昭和天皇 | 124 昭和天皇 | 124 昭和天皇 | 124 昭和天皇 |  |  | 秩父宮雍仁親王 | 秩父宮雍仁親王 | 秩父宮雍仁親王 | 秩父宮雍仁親王 | 秩父宮雍仁親王 | 秩父宮雍仁親王 |  |  | 高松宮宣仁親王 | 高松宮宣仁親王 | 高松宮宣仁親王 | 高松宮宣仁親王 | 高松宮宣仁親王 | 高松宮宣仁親王 |  |  | 三笠宮崇仁親王 | 三笠宮崇仁親王 | 三笠宮崇仁親王 | 三笠宮崇仁親王 | 三笠宮崇仁親王 | 三笠宮崇仁親王 |  |  |                |                |                |                |                |                |  |  |  |  |  |  |  |  |  |  |  |  |  |  |  |  |  |  |  |  |  |  |  |  |
|              |              |              |              |              |              |  |  |                |                |                |                |                |                |  |  |                |                |                |                |                |                |  |  |                |                |                |                |                |                |  |  |                |                |                |                |                |                |  |  |  |  |  |  |  |  |  |  |  |  |  |  |  |  |  |  |  |  |  |  |  |  |
| 125 上皇     | 125 上皇     | 125 上皇     | 125 上皇     | 125 上皇     | 125 上皇     |  |  | 常陸宮正仁親王 | 常陸宮正仁親王 | 常陸宮正仁親王 | 常陸宮正仁親王 | 常陸宮正仁親王 | 常陸宮正仁親王 |  |  | 寬仁親王       | 寬仁親王       | 寬仁親王       | 寬仁親王       | 寬仁親王       | 寬仁親王       |  |  | 桂宮宜仁親王   | 桂宮宜仁親王   | 桂宮宜仁親王   | 桂宮宜仁親王   | 桂宮宜仁親王   | 桂宮宜仁親王   |  |  | 高円宮憲仁親王 | 高円宮憲仁親王 | 高円宮憲仁親王 | 高円宮憲仁親王 | 高円宮憲仁親王 | 高円宮憲仁親王 |  |  |  |  |  |  |  |  |  |  |  |  |  |  |  |  |  |  |  |  |  |  |  |  |
| 125 上皇     | 125 上皇     | 125 上皇     | 125 上皇     | 125 上皇     | 125 上皇     |  |  | 常陸宮正仁親王 | 常陸宮正仁親王 | 常陸宮正仁親王 | 常陸宮正仁親王 | 常陸宮正仁親王 | 常陸宮正仁親王 |  |  | 寬仁親王       | 寬仁親王       | 寬仁親王       | 寬仁親王       | 寬仁親王       | 寬仁親王       |  |  | 桂宮宜仁親王   | 桂宮宜仁親王   | 桂宮宜仁親王   | 桂宮宜仁親王   | 桂宮宜仁親王   | 桂宮宜仁親王   |  |  | 高円宮憲仁親王 | 高円宮憲仁親王 | 高円宮憲仁親王 | 高円宮憲仁親王 | 高円宮憲仁親王 | 高円宮憲仁親王 |  |  |  |  |  |  |  |  |  |  |  |  |  |  |  |  |  |  |  |  |  |  |  |  |
|              |              |              |              |              |              |  |  |                |                |                |                |                |                |  |  |                |                |                |                |                |                |  |  |                |                |                |                |                |                |  |  |                |                |                |                |                |                |  |  |  |  |  |  |  |  |  |  |  |  |  |  |  |  |  |  |  |  |  |  |  |  |
| 126 今上天皇 | 126 今上天皇 | 126 今上天皇 | 126 今上天皇 | 126 今上天皇 | 126 今上天皇 |  |  | 秋篠宮文仁親王 | 秋篠宮文仁親王 | 秋篠宮文仁親王 | 秋篠宮文仁親王 | 秋篠宮文仁親王 | 秋篠宮文仁親王 |  |  |                |                |                |                |                |                |  |  |                |                |                |                |                |                |  |  |                |                |                |                |                |                |  |  |  |  |  |  |  |  |  |  |  |  |  |  |  |  |  |  |  |  |  |  |  |  |
| 126 今上天皇 | 126 今上天皇 | 126 今上天皇 | 126 今上天皇 | 126 今上天皇 | 126 今上天皇 |  |  | 秋篠宮文仁親王 | 秋篠宮文仁親王 | 秋篠宮文仁親王 | 秋篠宮文仁親王 | 秋篠宮文仁親王 | 秋篠宮文仁親王 |  |  |                |                |                |                |                |                |  |  |                |                |                |                |                |                |  |  |                |                |                |                |                |                |  |  |  |  |  |  |  |  |  |  |  |  |  |  |  |  |  |  |  |  |  |  |  |  |
|              |              |              |              |              |              |  |  | 悠仁親王       |                |                |                |                |                |  |  |                |                |                |                |                |                |  |  |                |                |                |                |                |                |  |  |                |                |                |                |                |                |  |  |  |  |  |  |  |  |  |  |  |  |  |  |  |  |  |  |  |  |  |  |  |  |

## 人物

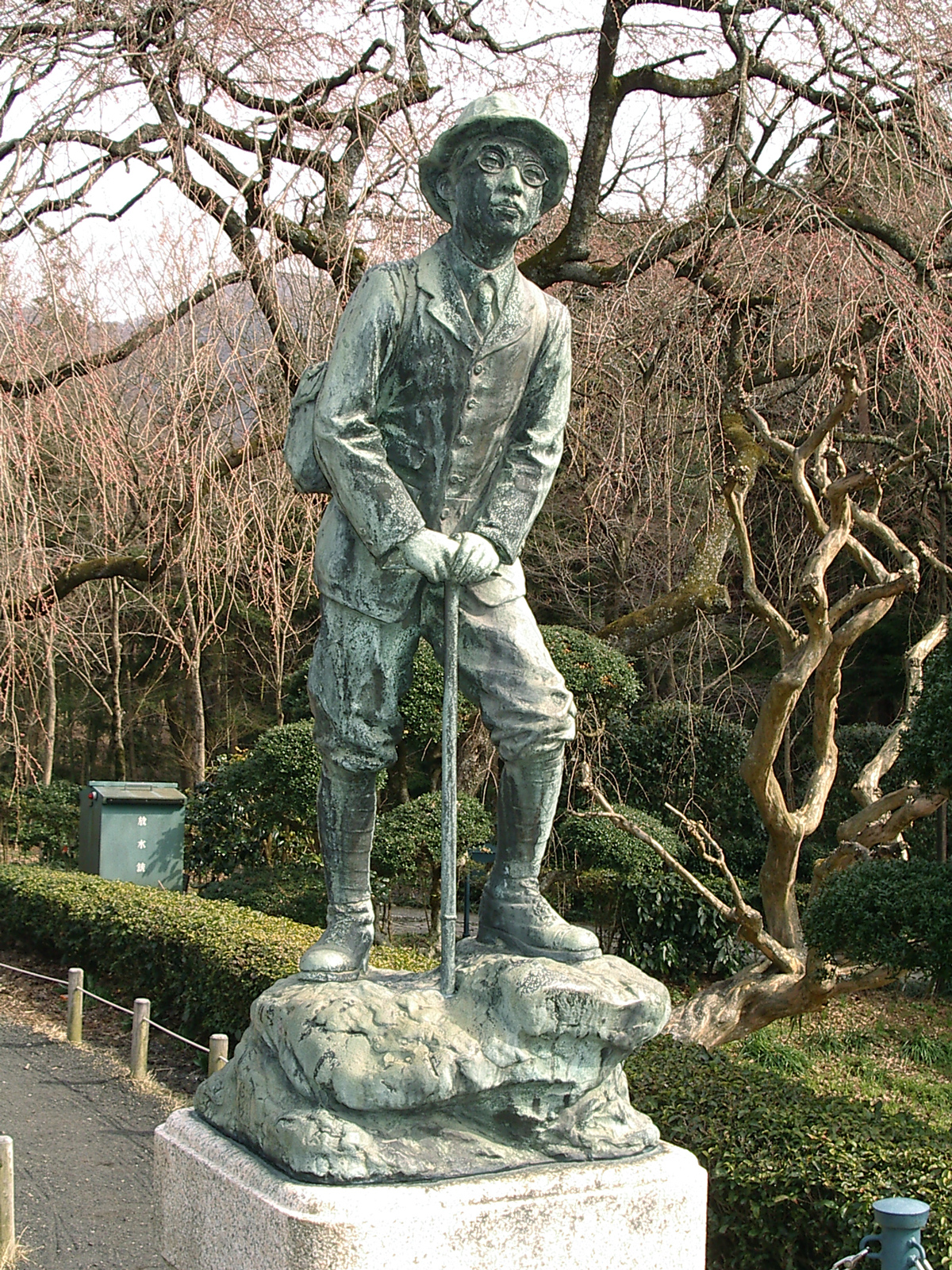
秩父宮親王像 （秩父宮記念公園内、朝倉文夫作）

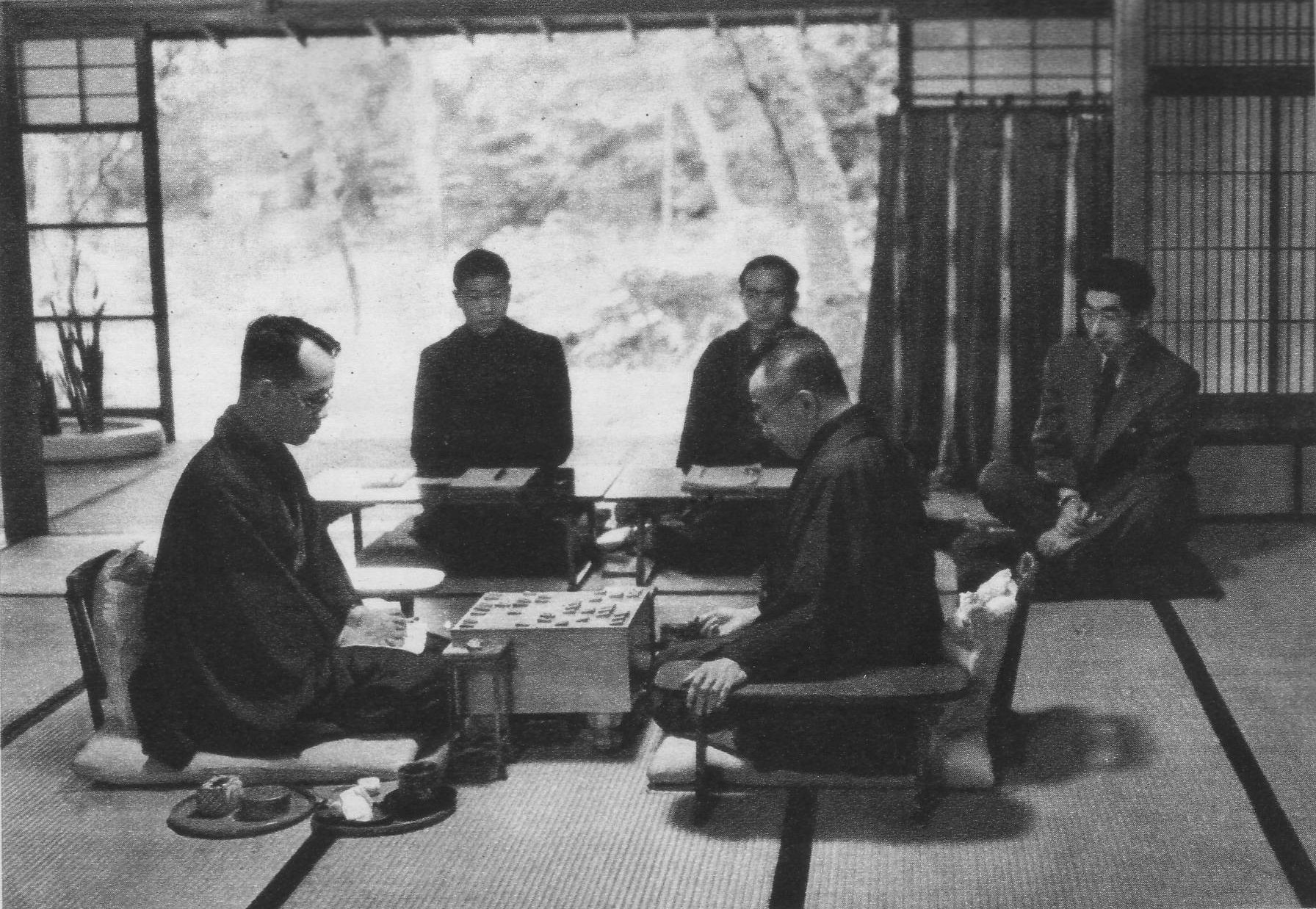
第11期名人戦第2局を観戦する秩父宮（右端）。

- 社会活動としてはスキー、ラグビー等スポーツの振興に尽くし[26]「スポーツの宮様」として広く国民に親しまれた。1953年の薨去後、同年中に改称された秩父宮ラグビー場（旧称は東京ラグビー場）、1955年に薨去の地である藤沢市に開館した秩父宮記念体育館、1959年に国立霞ヶ丘競技場内に開館した秩父宮記念スポーツ博物館にその宮号を遺している。
- 1928年10月に橿原神宮参拝のため大阪電気軌道（大軌）の電車に乗車した際、「この辺に今台頭しつつあるラグビーの専用競技場を作ったらどうか」という内容の発言が大軌役員との歓談中にあったとされ、同年12月に大軌がラグビー場の建設を決議し、翌1929年11月に日本初のラグビー専用競技場となる花園ラグビー運動場（現在の東大阪市花園ラグビー場）が開場した[27]。
- 明治神宮野球場は貴賓席から聖徳記念絵画館の全部が見えなくてはならないとの理由でスタンドを増築しなかったが、1929年11月1日に同球場で行われた早慶戦に昭和天皇とともに臨席した秩父宮がスタンドの増築を提案すると、東京六大学野球連盟はスタンドの増築を決議し、1931年5月に収容人員58,000人の大球場に生まれ変わった[28]。
- 寡黙で学者肌であった昭和天皇に対しテニスや登山を好んだ活溌な性格であり、上流階級の子弟からなるインテリ層サロンにおける中心人物であった。
- 将棋愛好家であり、全日本選手権戦が1949年にタイトル戦の「九段戦」に編成された際には秩父宮から優勝杯が下賜されることになり、秩父宮杯とも呼ばれた。1952年5月20日に行われた第11期名人戦では初代九段となった大山康晴が挑戦することもあり、第2局を対局室で観戦している。
- 1928年2月に北海道にお成りをした際、札幌の手稲山の山小屋で将来の冬季五輪招致のために世界規格の大型ジャンプ台の建設を発案し、建設に尽力した。
- また、オリンピック開催に備え、札幌に洋式のホテルを建設することも併せ発案し、北海道庁と札幌商工会議所が中心になり推進した結果、1934年に札幌グランドホテルとして開業した。札幌オリンピックは、1940年の開催が取りやめとなったが、秩父宮の死後1972年に実現し、同ホテルは昭和天皇・香淳皇后の宿舎となったほか、選手村の台所運営という大任を果たした。
- 日英協会、日本瑞典（スウェーデン）協会の総裁等を務め、国際親善事業においても足跡を残した。
- 登山にも積極的であり、英国留学中にはアルプス山脈へ足を延ばしマッターホルン登頂を果たしている。秩父宮記念公園の像は、富士山の方角を向いて立てられている。
- 療養中は、地元御殿場の住民に親しく接し、高校の卒業式に来賓として招かれ祝辞を述べたこともあった。
- 戦後は積極的にメディアに寄稿し「開かれた皇室」のあるべき姿について率直な意見を述べた。また、新時代の皇室の立役者たる皇太子明仁親王にかける期待は大きかったといわれ、英国女王エリザベス2世の戴冠式に出席する天皇の名代を皇太子とするよう、宮内庁に強く働きかけたと伝えられている（皇太子は当時大学在学中であり、宮内庁内部には別の名代を立てる声も少なからずあった）。戴冠式を待たずして秩父宮は薨去したものの、皇太子の欧州訪問は無事実現した。
- 誕生日が母后と同じ（6月25日）だったため、母后は強い縁を感じ、最愛の息子だったとされている。

## 皇位継承順位第1位
- 1926年（大正15年）12月25日の兄・昭和天皇の践祚から1933年（昭和8年）12月23日に甥の明仁親王が誕生するまでの約7年弱の間、秩父宮は皇位継承順位第1位（推定相続人）であり、筆頭直宮家たる皇嗣であった。ただし、践祚した時点での年齢が昭和天皇は25歳・香淳皇后は23歳とまだ若く、後継の皇子が生まれる可能性があったため、皇太弟の地位も作られず冊立されていない。また、令和における皇嗣である秋篠宮文仁親王のように「立皇嗣の礼」などの、皇嗣であることを宣明する儀礼も行われておらず、皇太子相伝の壺切御剣も親授されていない。

- 旧皇室典範制定から現在まで、皇位継承順位第1位で天皇に即位しなければ皇太子にもならずに薨去した唯一の親王である。また、弟の高松宮宣仁親王、三笠宮崇仁親王と共に明治以降で初めての皇弟である（平成の時代には常陸宮正仁親王、令和の時代には秋篠宮文仁親王が皇弟である。うち秋篠宮文仁親王は後述の通り兄・徳仁の即位とともに皇位継承順位第1位の皇嗣となった）。

- この次に皇位継承順位第1位の人物が皇弟で皇太子である皇族が不在となったケースは、2019年（令和元年）5月1日の第126代天皇徳仁即位から現在の秋篠宮文仁親王（今上天皇徳仁の弟、雍仁親王の大甥）である。

## 関連書籍
- 著作 - 『皇族に生まれて-秩父宮随筆集』（渡辺出版、2005年）ISBN 4902119048
  - 『英米生活の思い出』（文明社出版部、1947年）ほかを収録。
- 著作 - 『皇族に生まれてII-秩父宮談話集』（渡辺出版 2008年）ISBN 4902119072
- 伝記 - 『秩父宮と勢津子妃』（渡辺出版 2003年）復刻（秩父宮殿下御成婚記念会編、1928年刊）
- 回想録 - 秩父宮勢津子妃『銀のボンボニエール  親王の妃として』（主婦の友社、1991年、講談社＋α文庫 1994年）
- 伝記 - 『雍仁親王実紀』 秩父宮家編（吉川弘文館 1972年）※松方三郎等が編纂。
- 伝記 - 『秩父宮雍仁親王』秩父宮を偲ぶ会編（1970年）※関係者の文集。
  - 『秩父宮雍仁親王 上』（復刻 皇族軍人伝記集成 12／佐藤元英・解説、ゆまに書房、2012年）※上記の復刻版。
  - 『秩父宮雍仁親王 下』（同 13／同上、2012年）－ 復刻 『我等の秩父宮殿下』（姫野寅之助、大日本皇道会、1928年刊）
- 伝記 - 保阪正康『秩父宮　昭和天皇弟宮の生涯』（中公文庫、2000年）ISBN 4122037301
  - 旧版 『秩父宮と昭和天皇』（文藝春秋、1989年）、文庫あとがきで勢津子妃自身から取材した事を明かした。
- 見聞記 - 吉田雪子／長岡祥三編訳『ジョージ六世戴冠式と秩父宮』（新人物往来社、1996年）
  - 英文著作、訪英時の見聞録。著者は吉田茂夫人、当時吉田は駐英大使。

## 秩父宮を扱った作品
- 『昭和天皇物語』（2017年 から『ビッグコミックオリジナル』連載、作画 能條純一：原作 半藤一利「昭和史」、脚本：永福一成、監修：志波秀宇）